# Пам'ятки архітектури Великописарівського району
У Великописарівському районі Сумської області на обліку перебуває 3 пам'ятки архітектури.
| №  | Назва                          | Дата спорудження | Місце           |
| -- | ------------------------------ | ---------------- | --------------- |
| 1. | Садибний будинок Надаржинських | 19 ст.           | с. Іванівка.    |
| 2. | Комплекс цукрового заводу      | 1913,1914        | смт. Кириківка. |
| 3. | Миколаївська церква            | 1890             | с. Рябина.      |